# Laila e Silva
Laila e Silva (ur. 30 lipca 1982 w Pacatubie) – brazylijska lekkoatletka specjalizująca się w rzucie oszczepem.
W 2011 była czwarta na mistrzostwach Ameryki Południowej oraz zajęła odległe miejsce podczas igrzysk panamerykańskich. Brązowa medalistka mistrzostw ibero-amerykańskich z 2012. Startowała w igrzyskach olimpijskich w Londynie (2012), podczas których nie awansowała do finału. Srebrna medalistka mistrzostw Ameryki Południowej (2013). W 2014 zdobyła brązowy medal igrzysk Ameryki Południowej oraz sięgnęła po srebro mistrzostw ibero-amerykańskich. W 2017 zdobyła swoje drugie wicemistrzostwo Ameryki Południowej.
Medalistka mistrzostw Brazylii ma na koncie dwa złote medale (São Paulo 2010 i São Paulo 2011).
Rekord życiowy: 62,52 (11 czerwca 2017, São Bernardo do Campo).

## Osiągnięcia
| Rok  | Impreza                             | Miejsce             | Lokata            | Wynik |
| ---- | ----------------------------------- | ------------------- | ----------------- | ----- |
| 2011 | Mistrzostwa Ameryki Południowej     | Buenos Aires        | 4. miejsce        | 53,67 |
| 2011 | Igrzyska panamerykańskie            | Guadalajara         | 15. miejsce       | 46,43 |
| 2012 | Mistrzostwa ibero-amerykańskie      | Barquisimeto        | 3. miejsce        | 57,14 |
| 2012 | Igrzyska olimpijskie                | Londyn              | el. – 21. miejsce | 58,39 |
| 2013 | Mistrzostwa Ameryki Południowej     | Cartagena de Indias | 2. miejsce        | 58,80 |
| 2014 | Igrzyska Ameryki Południowej        | Santiago            | 3. miejsce        | 57,11 |
| 2014 | Mistrzostwa ibero-amerykańskie      | São Paulo           | 2. miejsce        | 58,12 |
| 2015 | Igrzyska panamerykańskie            | Toronto             | 4. miejsce        | 58,19 |
| 2016 | Mistrzostwa ibero-amerykańskie      | Rio de Janeiro      | 2. miejsce        | 60,44 |
| 2017 | Mistrzostwa Ameryki Południowej     | Asunción            | 2. miejsce        | 58,50 |
| 2017 | Mistrzostwa świata                  | Londyn              | el. – 18. miejsce | 60,54 |
| 2018 | Igrzyska Ameryki Południowej        | Cochabamba          | 1. miejsce        | 60,25 |
| 2018 | Mistrzostwa ibero-amerykańskie      | Trujillo            | 3. miejsce        | 58,24 |
| 2018 | Puchar interkontynentalny           | Ostrawa             | 5. miejsce        | 60,07 |
| 2019 | Mistrzostwa Ameryki Południowej     | Lima                | 1. miejsce        | 57,79 |
| 2019 | Igrzyska panamerykańskie            | Lima                | 5. miejsce        | 59,15 |
| 2019 | Mistrzostwa świata                  | Doha                | el. – 28. miejsce | 55,49 |
| 2019 | Światowe wojskowe igrzyska sportowe | Wuhan               | 2. miejsce        | 56,02 |